# マルティン・バスケス
ラファエル・マルティン・バスケス (Rafael Martín Vázquez, 1965年9月25日 - ) はスペイン出身の元サッカー選手。ポジションはMF。右足から繰り出される、セットプレーの名手として知られた。

## 経歴
1983年にレアル・マドリードのトップチームにデビュー。キンタ・デル・ブイトレのメンバーの一人で、左サイドハーフとしてリーグ5連覇をはじめ数々のタイトル獲得に貢献し。自身も1989-1990シーズンにはMFながら、リーグ戦で14得点を挙げる活躍を見せた。1990年にトリノFCへ移籍。リーグ3節のインテル戦で初得点を決めた。背中の故障で数試合を欠場したが、リーグ戦27試合に出場、チームはリーグ第5位に入った。1991年いミトローパ・カップで優勝。1991-92シーズンにはリーグ3位に入り、UEFAカップでも決勝まで進出する成功をおさめた。しかし、チームの経済的事情で、オリンピック・マルセイユへ売却された。9試合で3得点を記録したが、すぐにマルセイユを短期で離れ、再びレアル・マドリードへ戻った。怪我もあり、複帰後は必ずしも絶体的なレギュラーではなかったが、1994-95シーズンのリーグ優勝など、前回の所属時も含め、通算16のタイトルを獲得した。その後1995年にデポルティーボ・ラ・コルーニャへ移籍し2年間プレーする。そして、1997年にエミリオ・ブトラゲーニョのいるメキシコのアトレティコ・セラヤへ移籍し、ドイツのカールスルーエSCで現役を引退した。
スペイン代表としては38試合に出場。1987年9月23日にルクセンブルグとの対戦で代表デビュー。1991年9月4日のウルグアイとの親善試合でディ表での唯一の得点を決めた。しかし、1992年に監督に就任したハビエル・クレメンテは代表におけるキンタ・デル・ブイトレの解体を行い、1994年のワールドカップ予選を最後に。まだ20代であったものの、代表から遠ざかった。